# Oxalis robusta
Oxalis robusta är en harsyreväxtart som först beskrevs av Joseph Nelson Rose och John Kunkel Small, och fick sitt nu gällande namn av Paul Erich Otto Wilhelm Knuth. Oxalis robusta ingår i släktet oxalisar, och familjen harsyreväxter. Inga underarter finns listade i Catalogue of Life.